# Rocaleberidinae
Rocaleberidinae is een onderfamilie van kreeftachtigen uit de klasse van de Ostracoda (mosselkreeftjes).

## Geslachten
- Neoveenia Bertels, 1969 †
- Rocaleberis Bertels, 1969 †
- Wichmannella Bertels, 1969